# Katja Ebbinghaus
Katja Ebbinghaus, geborene Burgemeister (* 1. Juli 1948), ist eine ehemalige deutsche Tennisspielerin. 

## Karriere
1974 stand Ebbinghaus an der Seite von Gail Sherriff im Finale der French Open. Sie verloren das Endspiel im Damendoppel gegen die Paarung Chris Evert/Olga Morosowa mit 4:6, 6:2, 1:6. Ein Turniersieg auf der Profitour wollte ihr nicht gelingen.
Zwischen 1970 und 1979 spielte sie 26 Partien im Federation Cup, bei denen sie 19 Siege für das deutsche Team erzielte.

## Persönliches
Sie war mit Dieter Ebbinghaus verheiratet, von dem sie sich 1974 hat scheiden lassen.